# Hexatoma albonotata
Hexatoma albonotata är en tvåvingeart. Hexatoma albonotata ingår i släktet Hexatoma och familjen småharkrankar.

## Underarter
Arten delas in i följande underarter:
- H. a. albonotata
- H. a. citrocastanea